# Saint-Valbert
Saint-Valbert ist eine Commune déléguée in der französischen Gemeinde Fougerolles-Saint-Valbert mit 248 Einwohnern (Stand 1. Januar 2022) im  Département Haute-Saône in der Region Bourgogne-Franche-Comté.

## Geographie
Saint-Valbert liegt auf einer Höhe von 390 m über dem Meeresspiegel, vier Kilometer nördlich von Luxeuil-les-Bains und etwa 32 Kilometer nordöstlich der Stadt Vesoul (Luftlinie). Das Dorf erstreckt sich im nördlichen Teil des Departements, auf der Höhe zwischen den Flussläufen des Breuchin im Süden und der Rôge im Norden, in den südwestlichsten Ausläufern der Vogesen.
Die Fläche der 3,90 km² großen Commune déléguée umfasst einen Abschnitt der Höhen am Westrand der Vogesen. Die nördliche Grenze markiert die Rôge, die zunächst durch einen tiefen Taleinschnitt westwärts fließt und bei La Gabiotte in ein Becken hinaustritt. Sie sorgt für die Entwässerung zur Lanterne. Vom Bachlauf erstreckt sich das Gemeindeareal südwärts über einen steilen, bewaldeten Hang bis auf die Höhe von Saint-Valbert. Der Hang wird durch mehrere Erosionsrinnen untergliedert. Die westliche Grenze bildet das Waldgebiet von Luxeuil-les-Bains. Mit 418 m wird auf der Kuppe des Bois d’Amont östlich des Dorfes die höchste Erhebung von Saint-Valbert erreicht. In geologisch-tektonischer Hinsicht sind diese Höhen aus kristallinem Grundgestein und aus permischen Schichten aufgebaut. Am unteren Talhang tritt auch Buntsandstein der unteren Trias zutage.
Zur Commune déléguée Saint-Valbert gehört die Siedlung La Gabiotte (290 m) in der Talniederung der Rôge. Nachbargemeinden von Saint-Valbert waren Fougerolles im Norden, Froideconche im Osten, Luxeuil-les-Bains im Süden sowie Fontaine-lès-Luxeuil im Westen.

## Geschichte
Saint-Valbert ist nach dem Mönch Waldebert (Valbert) des Klosters Luxeuil benannt, der im 7. Jahrhundert hier als Einsiedler in einer Höhle lebte. Im Mittelalter gehörte Saint-Valbert zur Freigrafschaft Burgund und darin zum Gebiet des Bailliage d’Amont. Die lokale Herrschaft hatten die Äbte des Klosters Luxeuil inne. Die Eremitage des Mönches Valbert wurde im 16. Jahrhundert zu einem Pilgerziel. 1570 wurde hier ein Oratoire erbaut und ein Garten angelegt. Zusammen mit der Franche-Comté gelangte Saint-Valbert mit dem Frieden von Nimwegen 1678 definitiv an Frankreich. Die Dorfbewohner erhielten erst 1782 Freiheitsrechte zugesprochen. Bis zu ihrer Auflösung 2019 war Saint-Valbert Mitglied des 13 Gemeinden umfassenden Gemeindeverbandes Communauté de communes du Pays de Luxeuil.
Die Gemeinde Saint-Valbert wurde am 1. Januar 2019 mit Fougerolles zur Commune nouvelle Fougerolles-Saint-Valbert zusammengeschlossen. Sie hat seither den Status einer Commune déléguée.

## Sehenswürdigkeiten

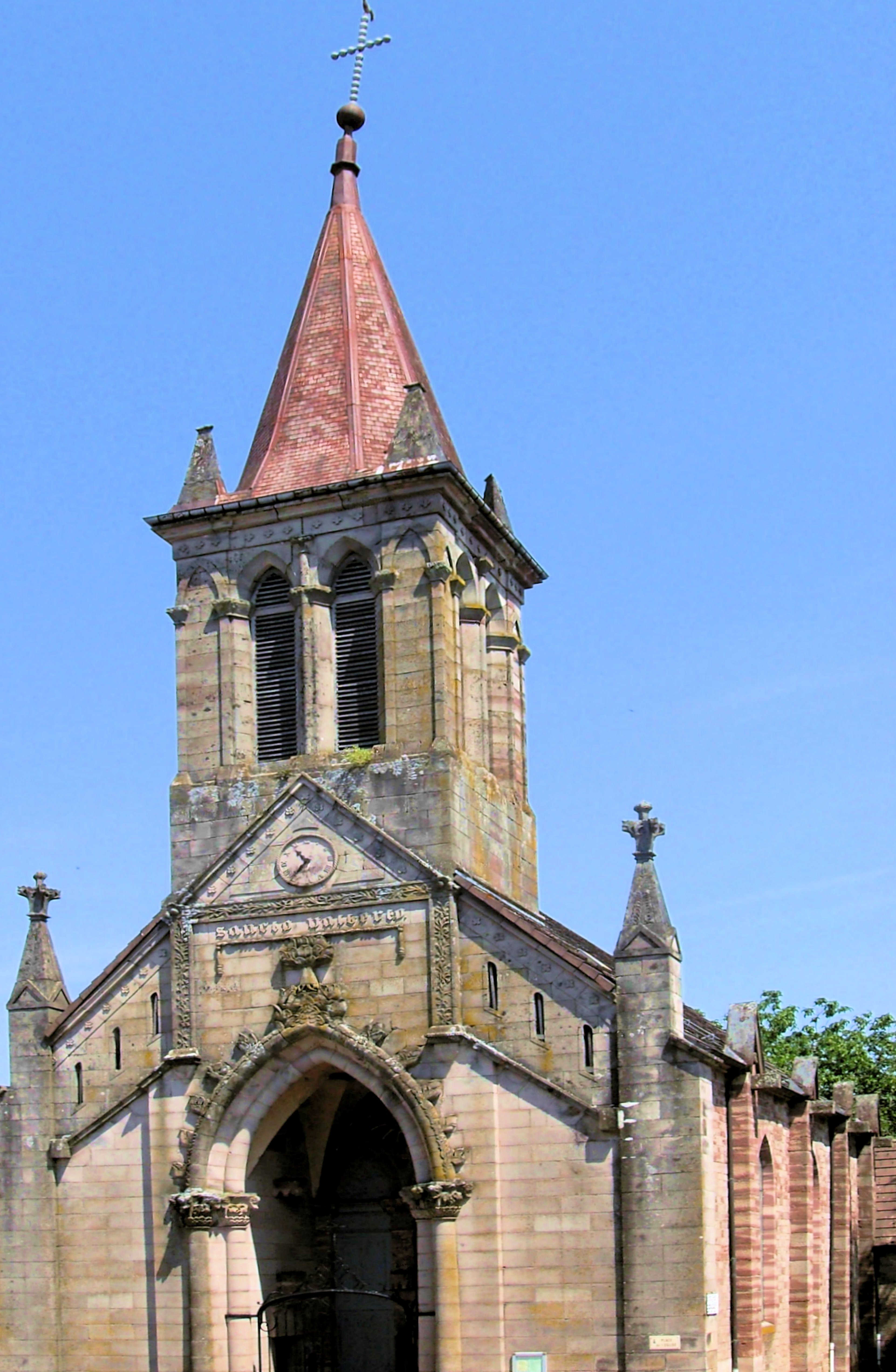
Kirche Saint-Valbert

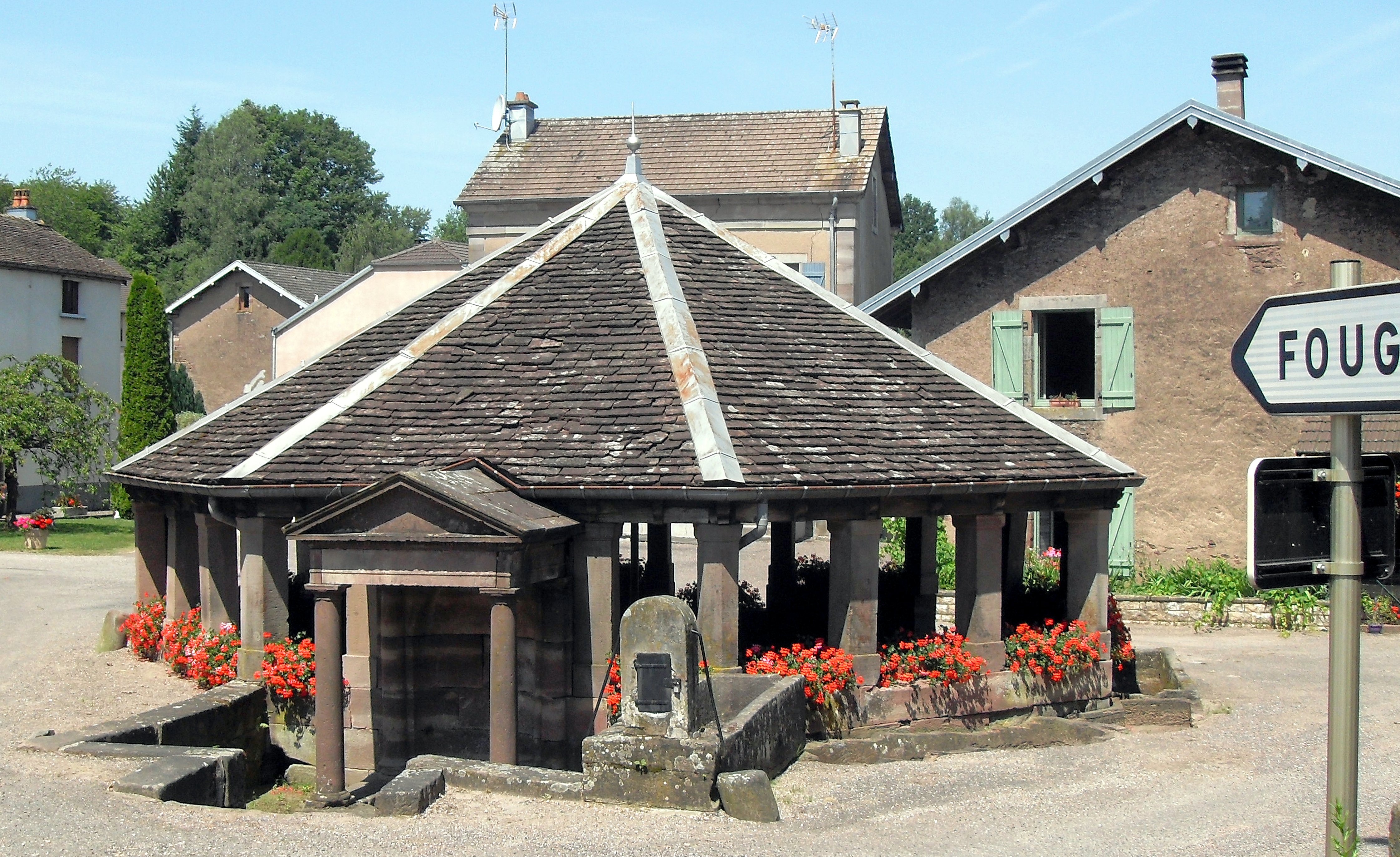
Lavoir

Die Dorfkirche von Saint-Valbert wurde im 19. Jahrhundert neu erbaut. Sie besitzt eine wertvolle Ausstattung, darunter eine Madonnenstatue des 14. Jahrhunderts sowie verschiedene weitere Statuen aus dem 16. und 18. Jahrhundert.
Neben der Kirche steht ein Lavoir (19. Jahrhundert) auf oktogonalem Grundriss, dessen Dach von zahlreichen Säulen getragen wird. Es diente einst als Waschhaus und Viehtränke. Der Ortskern ist geprägt von verschiedenen Häusern aus dem 18. und 19. Jahrhundert, die den traditionellen Stil der Region zeigen.

### Einsiedelei
Waldebert / Valbert war Lehnsherr am Hof des Frankenkönigs Chlodwigs II., dessen Umfeld er verließ, um sein Leben Gott zu weihen. Er zog sich in die Einsamkeit einer Grotte in einem Wald zurück, fünf Kilometer nördlich des Klosters Luxeuil, das um 590 vom heiligen Kolumban gegründet wurde. Im Jahr 629, nach dem Tod des zweiten Abtes, des heiligen Eustasius, holten die Mönche von Luxeuil den Einsiedler Waldebert zu sich, um ihn mit der Führung des Klosters zu betrauen. Unter seinem Wirken (629–670) verbreitete sich das kolumbianische Kloster im ganzen Abendland und entfaltete eine ausgeprägte kulturelle Aktivität (Schreib- und Malschulen, mittelalterliche Klosterschreibstuben). Die Einsiedelei des heiligen Waldebert – während Jahrhunderten verehrt – wurde vom 16. bis ins 18. Jahrhundert von den Benediktinern aus Luxeuil bewirtschaftet. Im Jahr 1960 führte die Vereinigung der „Freunde von Saint-Valbert“ unter der Präsidentschaft von Gilles Cugnier notwendige Restaurierungsarbeiten durch. Die Grotte der Einsiedelei ist seit 1914 als monument historique klassiert. Zum touristisch erschlossenen Gelände der Einsiedelei gehören neben der Grotte eine Kapelle aus dem 18. Jahrhundert, die ein Flachrelief (16. Jahrhundert) mit dem heiligen Valbert beherbergt, ein Kalvarienberg (ebenfalls aus dem 16. Jahrhundert), ein kleines Museum über die lokale Religionsgeschichte und kirchliche Kunst, ein Garten und ein Gasthaus.

Einsiedelei Saint-Valbert
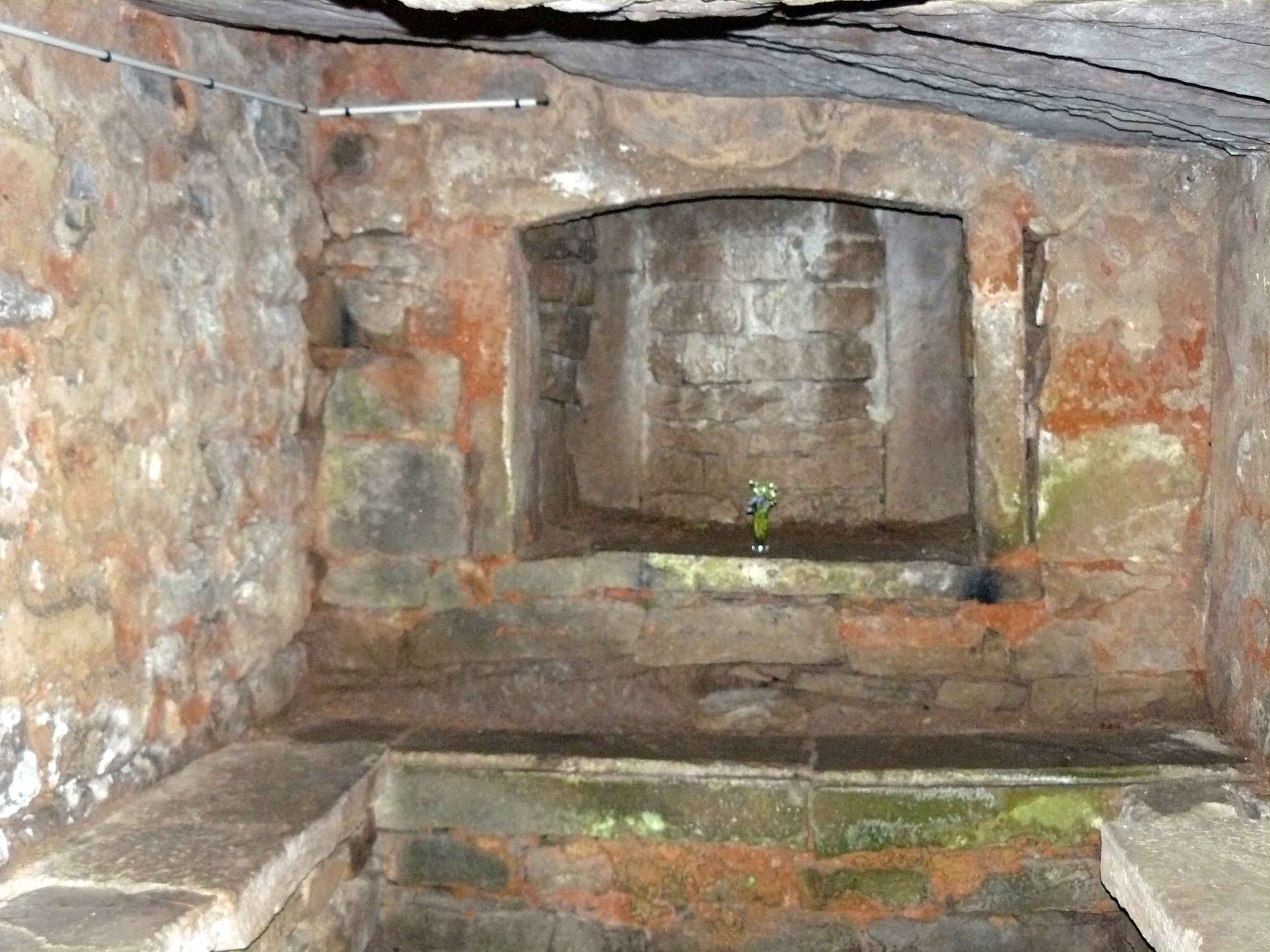
Grotte
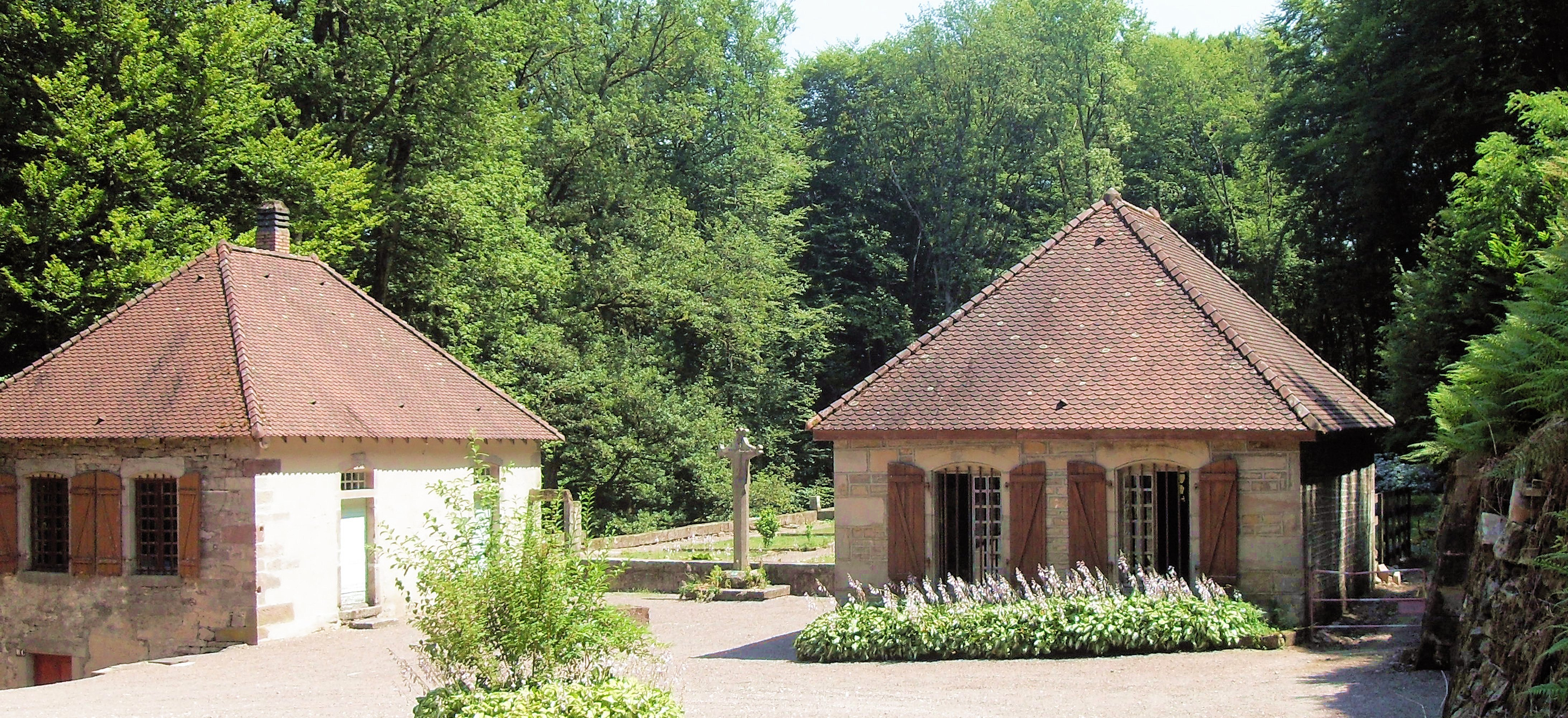
Kapelle
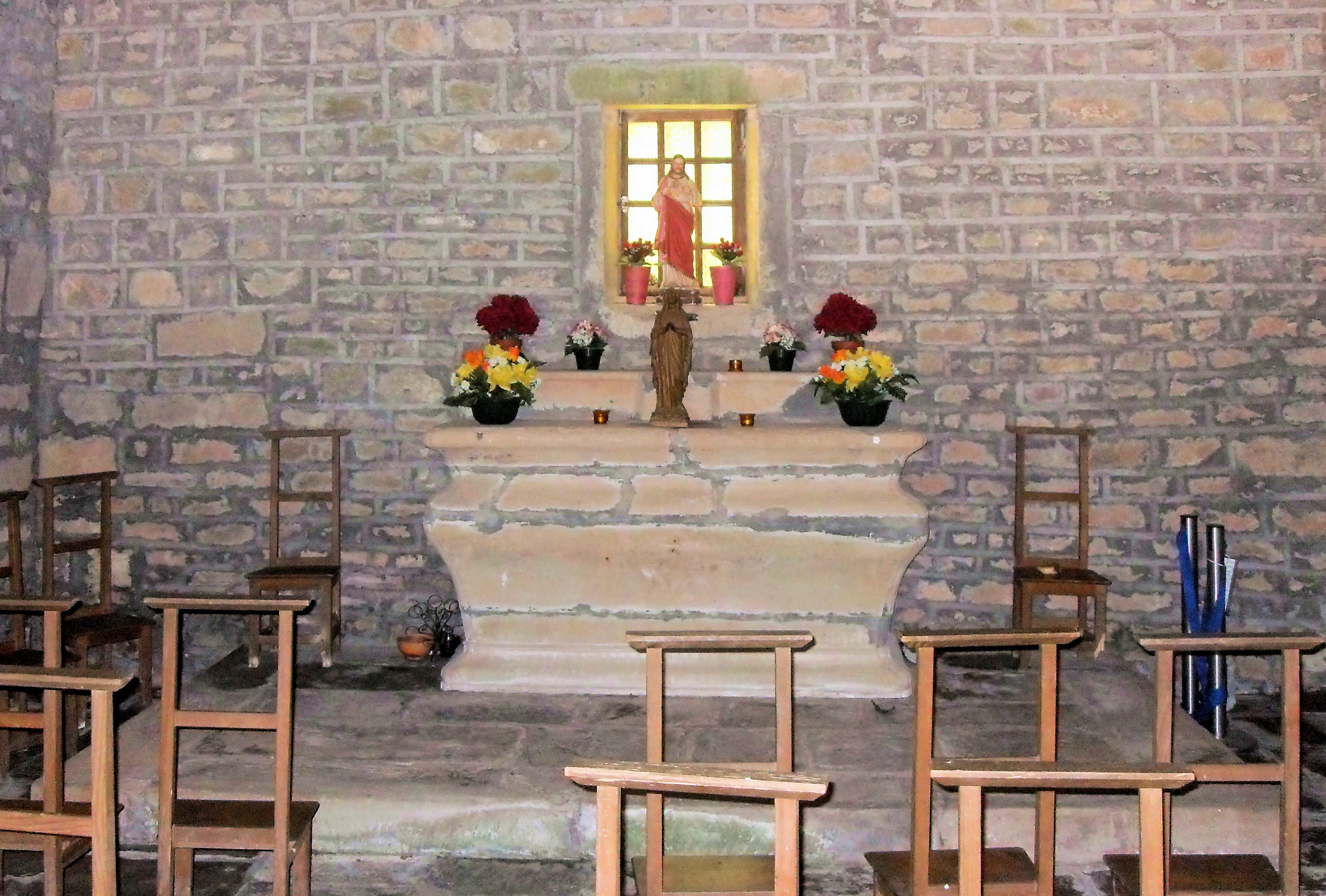
Altar
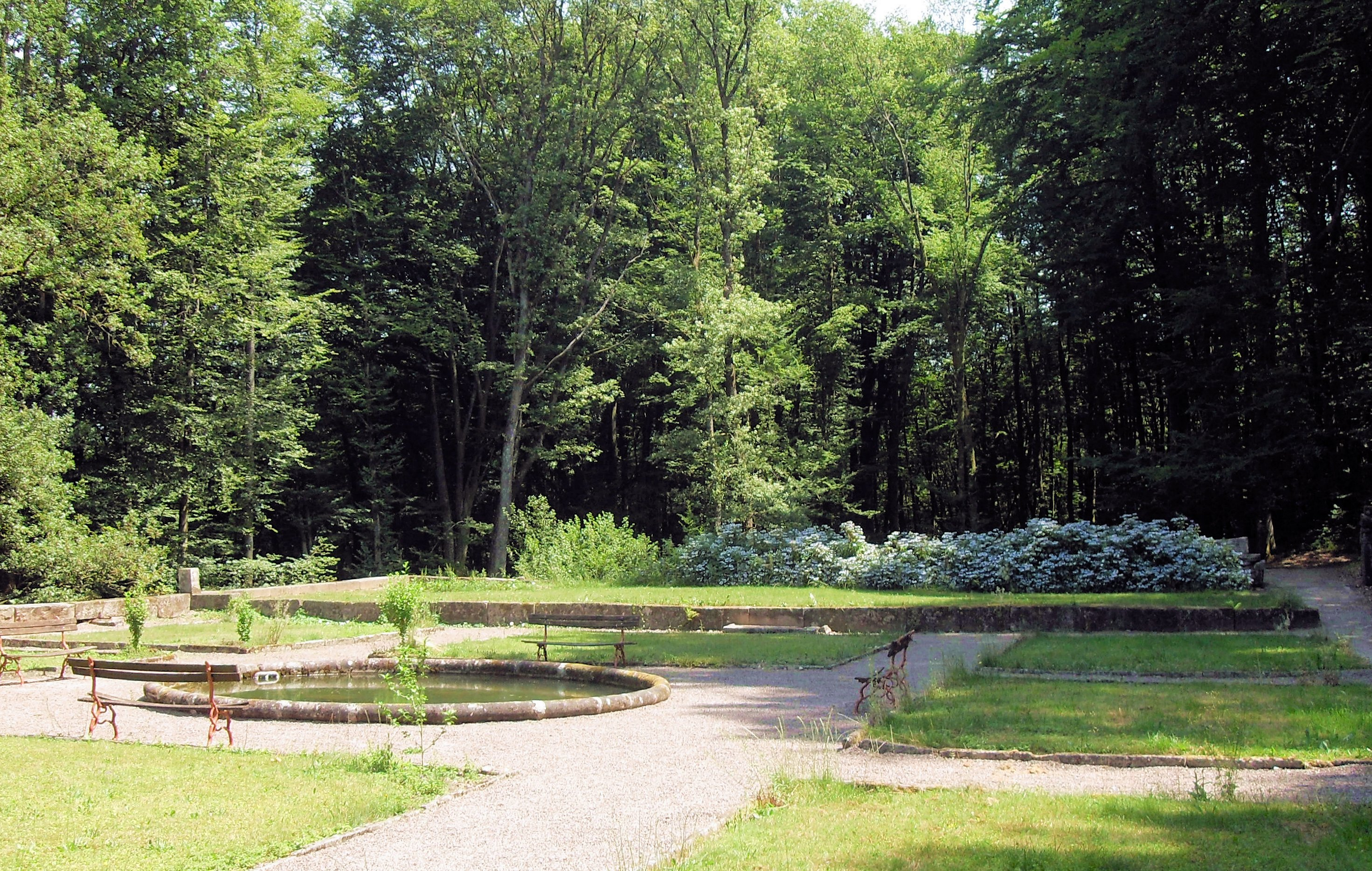
Garten
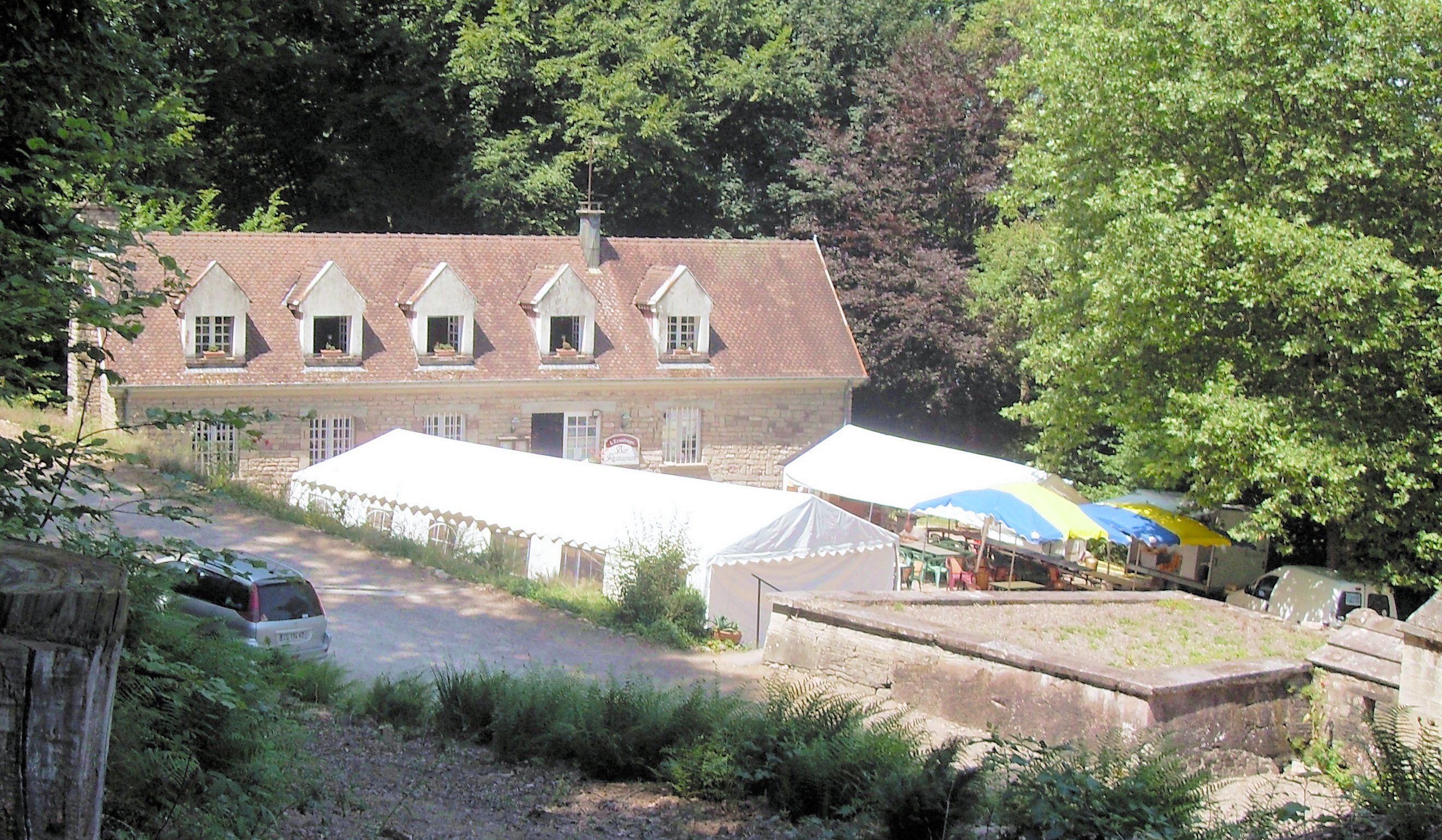
Gasthaus

## Bevölkerung
| Jahr | Einwohner |
| ---- | --------- |
| 1962 | 203       |
| 1968 | 188       |
| 1975 | 175       |
| 1982 | 186       |
| 1990 | 210       |
| 1999 | 195       |
| 2006 | 213       |

Mit zuletzt 241 Einwohnern (Stand 1. Januar 2016) gehörte Saint-Valbert zu den kleinen Gemeinden des Département Haute-Saône. Nachdem die Einwohnerzahl in der ersten Hälfte des 20. Jahrhunderts deutlich abgenommen hatte (1881 wurden 360 Personen gezählt), wurde seit Mitte der 1970er Jahre wieder ein leichtes Bevölkerungswachstum verzeichnet.

## Wirtschaft und Infrastruktur
Saint-Valbert war bis weit ins 20. Jahrhundert hinein ein vorwiegend durch die Landwirtschaft (Ackerbau, Obstbau und Viehzucht) und die Forstwirtschaft geprägtes Dorf. Heute gibt es einige Betriebe des lokalen Kleingewerbes. In den letzten Jahrzehnten hat sich das Dorf zu einer Wohngemeinde gewandelt. Viele Erwerbstätige sind deshalb Wegpendler, die in den größeren Ortschaften der Umgebung ihrer Arbeit nachgehen.
Die Ortschaft ist verkehrstechnisch gut erschlossen. Sie liegt nahe der Hauptstraße N57, die von Vesoul via Luxeuil-les-Bains nach Remiremont führt und im Bereich von Saint-Valbert zur vierspurigen Schnellstraße ausgebaut ist. Weitere Straßenverbindungen bestehen mit Luxeuil-les-Bains und Fougerolles.